# جنگ دانمارک و سوئد (۱۴۷۰–۱۴۷۱)
جنگ دانمارک و سوئد اولین جنگ تاریخی میان دانمارک و سوئد بود. دانمارکی‌ها از طریق دریا به سوئد حمله کردند اما در همان آغاز طی نبرد برونکبرگ عقب رانده شدند. در این نبرد، کریستیان اول دانمارک توسط یک گلوله توپ زخمی شد. حملهٔ دانمارکی‌ها ناموفق بود و سوئدی‌ها خود را از اتحاد کالمار مستقل کردند.